# Karol Zbyszewski
Karol Zbyszewski herbu Topór (ur. 1 lipca 1904 we Frantówce na Ukrainie, zm. 16 listopada 1990 w Londynie) – polski publicysta i satyryk. Był bratem publicysty emigracyjnego Wacława Zbyszewskiego.

## Życiorys
Urodził się we Frantówce na Ukrainie 1 lipca 1904 roku. Dzieciństwo spędził w Kijowie, skąd po wybuchu rewolucji bolszewickiej uciekł przez zieloną granicę do Polski. Zamieszkał w Warszawie przy ulicy Polnej 66. Następnie ukończył Gimnazjum Kulwiecia w Warszawie, gdzie w 1923 r. otrzymał świadectwo maturalne. W latach 1924–1929 studiował na wydziale filozoficzno-humanistycznym. W 1929 r. ukończył historię na Uniwersytecie Warszawskim, broniąc pracę magisterską pod tytułem „Konserwatyści w dobie reformacji” na ocenę bardzo dobrą. Od 1928 pracował jako dziennikarz, publikował w wileńskim „Słowie”, warszawskich „Prosto z Mostu” i „Buncie Młodych”, krakowskim „Czasie”, londyńskich Wiadomościach Polskich i Wiadomościach i innych.
Był też znany ze swoich antysemickich wypowiedzi.
Pracował jako nauczyciel historii w gimnazjum w Otwocku oraz w archiwum MSZ. Grał w piłkę nożną w klasie A. Startował w zawodach pływackich i w turniejach tenisowych.
W czasie wojny walczył w Polskich Siłach Zbrojnych na Zachodzie. Był gońcem motocyklowym sztabu Brygady Podhalańskiej i brał z nią udział w bitwie o Narwik. Następnie ewakuował się do Wielkiej Brytanii, gdzie służył jako dowódca kolumny samochodowej w I Korpusie Polskim na terenie Szkocji. Po wojnie pozostał w Anglii. Laureat Nagrody Związku Pisarzy Polskich na Obczyźnie w 1958 roku. Przez czterdzieści lat pracował w londyńskim „Dzienniku Polskim”, a w latach 1973-84 był jego redaktorem naczelnym. Podpisał list pisarzy polskich na Obczyźnie, solidaryzujących się z sygnatariuszami protestu przeciwko zmianom w Konstytucji Polskiej Rzeczypospolitej Ludowej (List 59).
Zasłynął kontrowersyjną książką Niemcewicz od przodu i tyłu, która była jego niedoszłą pracą doktorską, nieprzyjętą przez Uniwersytet Warszawski (wydana w 1939 roku). Książka jest życiorysem Juliana Ursyna Niemcewicza napisanym w postaci pamfletu polityczno-historycznego, językiem potocznym, chwilami wręcz wulgarnym. Popularność zdobył także jego zbiór felietonów Wczoraj na wyrywki, który otrzymał nagrodę literacką londyńskich „Wiadomości” (1965). W Londynie wydano 7 jego książek m.in.: „Anglicy w dzień i w nocy”, „Z Marszałkowskiej na Piccadilly”, „Polacy w Anglii”, „Kluski z Custardem” „Nogami do sławy: piłkarskie mistrzostwa świata 1974”. Dodatkowo wydano również w języku angielskim: „The fight for Narvik: impressions of the Polish Campaign in Norway” oraz w 1945 r. „Warsaw was a beautiful city”.

## Publikacje
- Karol Zbyszewski: Niemcewicz od przodu i tyłu, Warszawa, Towarzystwo Wydawnicze „Rój”, 1939, s.366
- Karol Zbyszewski: The fight for Narvik: impressions of the Polish Campaign in Norway, il. Józef Natanson ; tł. V. A. Firsoff, London : Lindsay Drummond, 1940, 1941
- Karol Zbyszewski: Z Marszałkowskiej na Piccadilly, Letchworth, 1943, s.72
- Karol Zbyszewski: Warsaw was a beautiful city. London : The Library of Fighting Poland, 1945, s.48
- Karol Zbyszewski: Polacy w Anglii, Londyn : Biblioteka Polska w W. Brytanii, 1947, s. 35
- Karol Zbyszewski: Anglicy w dzień i w nocy, Bruksela: Polski Instytut Wydawniczy, 1947, s. 227
- Karol Zbyszewski: Dziesięć opowieści o lotnikach, marynarzach, bohaterach i szpiegach (antologia; wraz z Fiedler Arkady, Kamiński Aleksander (pseud. Górecki Juliusz), Meissner Janusz (pseud. Porucznik Herbert) i inni), (1948)
- Karol Zbyszewski: Kluski z custardem, Newtown, 1957 s. 207
- Karol Zbyszewski: Wczoraj na wyrywki, Londyn: Polska Fundacja Kulturalna, 1964, s. 159
- Książka o Grydzewskim (antologia; wraz z Terlecki Tymon, Backvis Claude, Beck Jadwiga i inni) (1971)
- Karol Zbyszewski: Ktoś kto jest kimś innym: Powieść Londyn : Polska Fundacja Kulturalna, 1972, s.192
- Karol Zbyszewski: Nogami do sławy: piłkarskie mistrzostwa świata 1974, Londyn : Polska Fundacja Kulturalna, 1974, s. 64
- Zdzisław Czermański, Karol Estreicher, Olgierd Górka, Zbigniew Grabowski, Kazimiera Iłłakowiczówna, Zygmunt Karpiński, Marjan Kukiel, Marja Kuncewiczowa, Bolesław Leitgeber, Stanisław Mackiewicz, Zygmunt Nowakowski, Ksawery Pruszyński, Adam Romer, Antoni Sobański, Jerzy Stempowski, Tymon Terlecki, Irena Tuwim, Bolesław Wieniawa-Długoszowski, Karol Zbyszewski, przedm. Maria Danilewicz Zielińska: Kraj lat dziecinnych. London: Puls Publications, 1987, s. 301. ISBN 0-907587-34-8.
- Karol Zbyszewski: Bitwa o Narvik: impresje z polskiej kampanii w Norwegii. Warszawa: PWN, 1990, s. 56. ISBN 83-01-10121-0.Sprawdź autora:1.
- Karol Zbyszewski: Niemcewicz od przodu i tyłu. Poznań: Zysk i S-ka, 2013, s. 469. ISBN 978-83-7785-115-9.

## Odznaczenia
- Krzyż Oficerski Orderu Odrodzenia Polski (11 listopada 1990)[14]